# Roccia lapidea
Sotto il termine di roccia lapidea, talora indicata anche come "roccia litificata", sono indicate di solito quasi tutte le rocce ignee o metamorfiche.
A causa della loro consistenza possono essere spaccate solo con martellate violente e la conseguente formazione di schegge.
In cantiere o nella costruzione di gallerie vengono fatte saltare con l'impiego di esplosivo.
A questa categoria appartengono anche alcuni particolari litotipi, come ad esempio i calcari puri e le dolomie.